# Квинси Хол
Квинси Хол (енгл. Quincy Hall; Канзас Сити, 31. јул 1998.) је амерички атлетичар који се такмичи у тркама на 400 метара и 400 метара са препонама. Освојио је златну медаљу на Олимпијским играма 2024. у трци на 400 метара.

## Каријера
У средњој школ Хол је тренирао атлетику, амерички фудбал и рвање.
На универзитетсим студијама у Калифорнији такмичио се у штафети 4 х 400 м, 400 м и 400 м са препонама.
На митингу у Јуџину 2022. Хол је истрчао лични рекорд на 400 метара са препонама у времену 48,10 секунди. Наступајући на Светском првенству 2023. у Будимпешти, Хол је истрчао лични рекорд од 44,37 и освојио бронзану медаљу у финалу трке на 400 метара.
На Олимпијским играма 2024. у Паризу Хол је освојио злато у финалу трке на 400 метара у времену 43,40 секунди. Овај резултат га чини тренутно четвртим најбржим тркачем на 400 метара свих времена.

## Међународна такмичења
| Година | Такмичење         | Место одржавања                 | Пласман | Дисциплина      | Време   |
| ------ | ----------------- | ------------------------------- | ------- | --------------- | ------- |
| 2023   | Светско првенство | Будимпешта, Мађарска            | 3.      | 400 м           | 44.37   |
| 2023   | Светско првенство | Будимпешта, Мађарска            | 1.      | Штафета 4×400 м | 2:57,31 |
| 2024   | Олимпијске игре   | Стад де Франс, Париз, Француска | 1.      | 400 м           | 43.40   |

## Приватно
Квинси је син Милтона и Јесије Хол. Има брата Милтона и сестру Бриану. Такође има полубрата Џејлина, сестру по имену Коринтија и полубрата Лангстона. Квинсијева ћерка, А'Лани Хол, рођена је у октобру 2021.